# Colt Cabana
Colt Cabana, pseudonimo di Scott Colton (Deerfield, 6 maggio 1980), è un wrestler e commentatore statunitense, attualmente sotto contratto con la AEW.

## Carriera

### Ring of Honor (2002–2006)
Scott Colton venne allenato da Ace Steel e Danny Dominion. Debuttò nella Ring of Honor inizialmente come rivale di CM Punk poi come suo alleato e i due riuscirono anche a conquistare per due volte i ROH World Tag Team Championship. Dopo l'inizio della carriera da singolo di Punk, Cabana iniziò una faida con Austin Aries e Nigel McGuinness.
Fra l'agosto 2005 e l'aprile 2006, Cabana ebbe una faida con Homicide. Il 1º aprile 2006, Cabana vinse lo scontro decisivo con Homicide in uno Street Fight match.
Dopo la faida con Homicide, Cabana si concentrò sul ROH World Championship detenuto da Bryan Danielson. L'assalto, il 22 aprile 2006, si rivelò un completo fallimento e Cabana perse in meno di cinque minuti. Dopo un secondo assalto fallito, Cabana sfidò Danielson in un 2 out of 3 falls match decisivo che però si risolse in un nulla di fatto dato che, scaduti i 60 minuti di match, erano stati compiuti solo due schienamenti: uno per Danielson e uno per Cabana.
Nell'ottobre 2006, Cabana rimase vittima di un brutto incidente autostradale insieme ai colleghi Adam Pearce e Dava Prazak. Mentre i tre stavano andando a Dayton per partecipare ad un evento della ROH, Cabana perse il controllo della vettura a causa delle cattive condizioni meteorologiche e l'automobile si distrusse. Solo le cinture di sicurezza salvarono la vita ai tre wrestlers. Nonostante ciò, Cabana lottò la notte dopo a Chicago.

### Wrestling Society X (2006–2007)
Nel novembre 2006, Colton lottò diversi match per la WSX. Combatté con il nome di Matt Classic, un wrestler che aveva un personaggio anni '60. Per rendere più reale la gimmick, la WSX sul suo sito disse che Colton era già stato Heavyweight Champion nel 1952, ben 28 anni prima della sua nascita. Tuttavia, il personaggio funzionò poco e Colton abbandonò quasi subito la federazione.

### Ohio Valley Wrestling (2007–2008)
Il 3 aprile 2007, viene confermato che Colt Cabana ha firmato un contratto con la World Wrestling Entertainment e che veniva spedito in Ohio Valley Wrestling. Fece il suo debutto il 30 maggio, perdendo contro Michael Kruel. Vinse il suo primo match contro Belgium Brawler il 23 giugno. Sconfiggendo Shawn Spears, Cabana vinse l'OVW Television Championship il 31 ottobre 2007.

### World Wrestling Entertainment (2008–2009)
Nella puntata di Smackdown del 15 agosto, Colton fa il suo debutto nel main roster come Scotty Goldman, perdendo contro Brian Kendrick. Nella puntata del 22 agosto, partecipa alla 10-man battle royal per decretare un partecipante allo Scramble Match di Unforgiven valido per il WWE Championship, ma viene eliminato da Curt Hawkins & Zack Ryder. In un'altra puntata di SmackDown, perde velocemente contro The Great Khali. Nella puntata di SmackDown del 6 febbraio 2009, Goldman partecipa alla battle royal per decretare il partecipante all'Elimination Chamber match, ma viene eliminato per primo. Il 20 febbraio, perde contro Umaga e la stessa sera, viene licenziato dalla WWE.

### Circuito indipendente (2009–2016)
Il giorno dopo essere stato licenziato dalla WWE, Colton fece il suo ritorno nella Pro Wrestling Guerrilla dove sfidò Chris Hero per il PWG World Championship in un triple treath che includeva anche Human Tornado. Hero conservò il titolo schienando Tornado. Cabana e Hero si sfidarono anche uno contro uno ma fu Hero a vincere.
Il 21 marzo 2009, Cabana fece il suo ritorno nella ROH dove fece squadra con Bryan Danielson sconfiggendo Bison Smith e Jimmy Rave. Il 25 aprile, sfidò Jerry Lynn per il ROH World Championship ma perse. Il 5 dicembre, un altro assalto andò fallito quando Austin Aries difese il titolo in uno Steel Cage match. Ad ottobre 2010, ha avuto una faida con Steve Corino che si è concluso in un "I Quit" match vinto da Cabana.
Il 6 marzo 2011, Colt Cabana, vince l'NWA World Heavyweight Championship sconfiggendo Adam Pearce nei tapings della NWA Hollywood. Perse il titolo il 23 aprile contro The Sheik.
Colton, come Matt Classic, ha partecipato al King of Trios 2011 per la Chikara ma lui, Dasher Hatfield e Sugar Dunkerton vengono eliminati al primo turno dal Team Osaka Pro (Atsushi Kotoge, Daisuke Harada e Ultimate Spider Jr).
Ha combattuto un dark match a Lexington, Kentucky, prima dei tapings di NXT, Superstars e Smackdown. Cabana ha perso il suo incontro contro Wade Barrett. Inoltre Cabana era presente nel backstage a WWE Money in the Bank.

## Personaggio

### Mosse finali
- Billy Goat's Curse (Inverted Boston crab)
- Chicago Skyline (Fireman's Carry Drop sul paletto)
- Colt 45 (Double underhook Canadian backbreaker drop)
- Superman (Reverse Gedo Clutch)

### Soprannomi
- Boom Boom
- Classic

## Titoli e riconoscimenti
All American Wrestling
- AAW Heritage Championship (1)

All-Star Championship Wrestling / NWA Wisconsin
- ACW/NWA Wisconsin Heavyweight Championship (1)

All Star Wrestling
- ASW People's Championship (1)

Christian Wrestling Alliance
- CWA Heavyweight Championship (1)

Extreme Wrestling Federation
- EWF Xtreme 8 Tournament (2004)

Juggalo Championship Wrestling
- JCW Heavyweight Championship (1)

Independent Wrestling Association Mid-South
- IWA Mid-South Heavyweight Championship (1)

Insane Wrestling Federation
- IWF Heavyweight Championship (1)

International Wrestling Cartel
- IWC Heavyweight Championship (1)
- IWC Super Indy Championship (1)

Landmark Wrestling Federation
- LWF Heavyweight Championship (1)

Mid-American Wrestling
- MAW Heavyweight Championship (1)

National Wrestling Alliance
- NWA World Heavyweight Championship (2)
- NWA National Heavyweight Championship (2)

NWA Midwest
- NWA Illinois Heavyweight Championship (1)

Ohio Valley Wrestling
- OVW Television Championship (1)
- OVW Southern Tag Team Championship (2 - 1 con Charles Evans - 1 con Shawn Spears)

One Pro Wrestling
- 1PW Tag Team Championship (1 - con Darren Burridge)

Pro Wrestling Illustrated
- 67º tra i 500 migliori wrestler singoli nella PWI 500 (2006)
- 44º tra i 500 migliori wrestler singoli nella PWI 500 (2012)

Pro Wrestling WORLD-1 Great Lakes
- WORLD-1 Great Lakes Openweight Championship (1)

Revolution Championship Wrestling
- RCW World Heavyweight Championship (1)

Steel Domain Wrestling
- SDW Television Championship (1)

UWA Hardcore Wrestling
- UWA Canadian Championship (1)

Ring of Honor
- ROH World Tag Team Championship (2 - con CM Punk)

Altri titoli
- ICW/ICWA Tex-Arkana Television Championship (4)
- MCW Tag Team Championship (1 - con Steve Stone)
- MMW Heavyweight Championship (1)
- PWF Cruiserweight Championship (1)
- WC Heavyweight Championship (1)